# Cyprian Michał Iwene Tansi
Cyprian Michał Iwene Tansi (ur. 1903 w Igboezunu k. Aguleri w Nigerii, zm. 20 stycznia 1964 w Leicester w Anglii) – nigeryjski zakonnik trapista (OCSO), błogosławiony Kościoła rzymskokatolickiego.
Pochodził z plemienia Ibo. W 1913 roku uczył się w szkole Onitshy. Uzyskawszy dyplom, pracował jako nauczyciel, a także przez rok był dyrektorem szkoły św. Józefa w Aguleri. W 1925 roku wstąpił do seminarium. 19 grudnia 1937 roku otrzymał święcenia kapłańskie. Wstąpił do klasztoru trapistów, gdzie w 1952 roku przyjęto go do nowicjatu. W 1953 złożył pierwsze śluby zakonne, a trzy lata później, 8 grudnia 1956 roku, profesję zakonną.
Zmarł w opinii świętości w wieku 61 lat.
Został beatyfikowany przez papieża Jana Pawła II w dniu 22 marca 1998 roku.